# Vincent Kiplagat Kiptoo
Vincent Kiplagat Kiptoo (* 10. August 1984) ist ein kenianischer Marathonläufer. Kurzzeitig startete er unter dem Namen Faisal Bader Shebto für Katar.
2007 wurde er Siebter beim Mumbai-Marathon und Dritter beim Ottawa-Marathon. Jeweils Dritter wurde er im Jahr darauf in Ottawa und beim La-Rochelle-Marathon, und 2009 kam er beim Rom-Marathon auf den siebten Platz.
Als Katarer unter dem Namen Faisal Bader Shebto antretend, wurde er im Herbst Zweiter beim Istanbul-Marathon.
Nachdem Namens- und Nationalitätenwechsel rückgängig gemacht worden waren, wurde er 2010 Sechster beim Houston-Marathon mit seiner persönlichen Bestzeit von 2:09:22 h und Zehnter beim Paris-Marathon. Bei seinem zweiten Start in Istanbul stellte er mit 2:10:42 einen Streckenrekord auf.
2011 wurde er Fünfter beim Hannover-Marathon und verteidigte seinen Titel in Istanbul. 2012 wurde er Vierter beim Xiamen-Marathon.